# Le Grillon vert
Le Grillon vert est un roman de Jean Anglade publié en 1998.

## Résumé
Vie jusque vers 1960 de cet hôtel-restaurant de la banlieue de Clermont-Ferrand fondé vers 1900 pour les milliers d'ouvriers du concurrent de Michelin, les Établissements Bergougnan. M Maxime est un habitué, ses filles sont vénéricultrices (prostituées). Marcel, fils des cafetiers, peint, et se prend pour la réincarnation d'un sculpteur. En 1938, il épouse Octavie, un peu simplette, qui va travailler au café.